# Cajibío
Cajibío là một khu tự quản thuộc tỉnh Cauca, Colombia. Thủ phủ của khu tự quản Cajibío đóng tại Cajibío Khu tự quản Cajibío có diện tích 747 ki lô mét vuông. Đến thời điểm ngày 28 tháng 5 năm 2005, khu tự quản Cajibío có dân số 26028 người.